# ناحیه أولاد سلام
ناحیه أولاد سلام (به عربی: دائرة أولاد سلام) یک ناحیه در الجزایر است که در استان باتنه واقع شده‌است.